# David Hazeltine

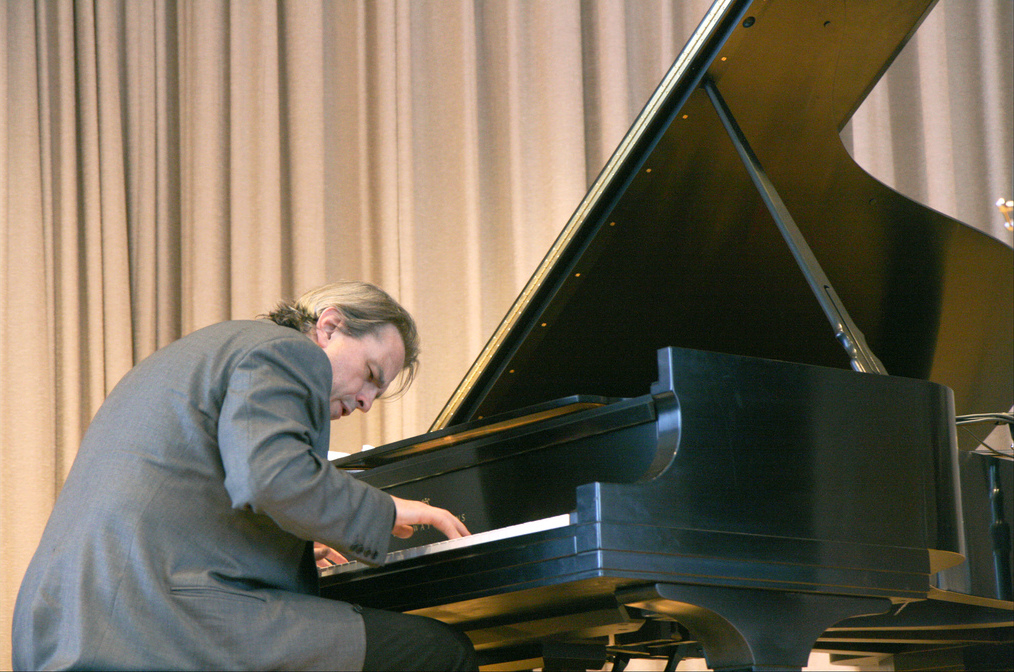
David Hazeltine

David Hazeltine (* 27. Oktober 1958 in Milwaukee, Wisconsin) ist ein US-amerikanischer Jazzpianist.

## Leben und Wirken
David Hazeltine begann seine professionelle Karriere mit 13 Jahren und trat zunächst im Raum Chicago und Milwaukee auf. Seinen ursprünglichen Berufswunsch Elektroingenieur gab er kurz vor Studienbeginn zugunsten einer Musikerkarriere auf. Als Hauspianist der Jazz Gallery in Milwaukee hatte er Gelegenheit, gastierende Jazzmusiker wie Sonny Stitt, Pepper Adams, Charles McPherson, Al Cohn, Lou Donaldson, Eddie Harris und Chet Baker zu begleiten. Letzterer überzeugte ihn, erstmals nach 1981 nach New York zu kommen. Nach einer vorübergehenden Rückkehr in seine Heimatstadt zog er 1992 endgültig nach Big Apple, wo er im Star Cafe 23 Auftritte mit Musikern wie Curtis Fuller oder Junior Cook hatte. Er arbeitete in den nächsten Jahren auch mit Jon Hendricks, im Trio mit Louis Hayes und Peter Washington sowie in Eric Alexanders Sextett One for All, ferner mit Steve Davis, Jim Rotondi und Joe Locke; Mit Rotondi leitet er außerdem die Funkband Full House.
Um 1990 entstand im Trio mit Billy Peterson und Kenny Horst sein Debütalbum After Hours (Go Jazz);  gefolgt von Produktionen unter eigenem Namen in Trio-, Quartett- und Quintettbesetzung für die Label Sharp Nine und Criss Cross Jazz. Ferner wirkte er bei Produktionen von Tony Coe/Bob Brookmeyer (Captain Coe’s Famous Racearound, 1995), Mike DiRubbo, Jon Faddis, Joe Farnsworth, Louis Hayes (Louis at Large, 1996), Brian Lynch, James Moody (Homage, 2003), Eric Reed, Jerome Richardson, Jim Snidero,  Jim Rotondi ( Dark Blue, 2016) und John Swana mit. Hazeltine arbeitete auch als Musikpädagoge; so wirkte er am Aufbau eines Jazzprogramms am Wisconsin Conservatory of Music mit, lehrte zeitweise am Berklee College of Music und gibt Privatunterricht.
Das Komponieren bezeichnet er als zeitlich ausgedehntes Improvisieren und er kann sich der Musik langsamer nähern, außerdem stehen Kompositionen für ihn in einem Entwicklungsprozess, der wiederholt verbessert werden muss. Er ist dabei von Buddy Montgomery beeinflusst.

## Diskographische Hinweise
- The Classic Trio (Sharp Nine, 1996) mit Louis Hayes, Peter Washington[2]
- The Classic Trio, Vol. 2 (2000) mit Louis Hayes, Peter Washington
- Manhattan Autumn (Sharp Nine, 2002) mit Eric Alexander
- Close to You (Criss Cross Jazz, 2003) mit Joe Farnsworth
- Modern Standards (Sharp Nine, 2004)
- The New Classic Trio (Sharp Nine 2012) mit George Mraz, Joe Farnsworth